# Robert Jorge Zatorre
Robert Jorge Zatorre, né le 11 janvier 1955 à Buenos Aires en Argentine, est un organiste canadien et américain et chercheur en neurosciences cognitives.

## Biographie

### Enfance, éducation et débuts
Robert Zatorre a grandi en Argentine. Il suit d'abord une formation d'organiste. En 1976, il obtient une licence en musique et psychologie à l'Université de Boston et en 1978 une maîtrise en psychologie expérimentale à la Université Brown à Rhode Island aux États-Unis, où il obtient également son doctorat en 1981 dans le même domaine avec Peter Eimas (1934–2005) comme directeur.

### Carrière
De 1981 à 1983, il a occupé un poste de postdoc à l'Université McGill à Montréal au Canada, où il a ensuite travaillé à l'Institut-hôpital neurologique de Montréal. Vers 2002, il devient professeur de neurosciences à l'Université McGill à l'Institut neurologique de Montréal. Robert Zatorre a co-fondé le Laboratoire international de recherche sur le cerveau, la musique et le son (BRAMS) en 2006.
Robert Zatorre est marié à Virginia Penhune, professeure de psychologie à l'Université Concordia (née en 1960).